# Tadeusz Smreczyński
Tadeusz Smreczyński (ur. 19 kwietnia 1924 w Zatorze, zm. 2 lutego 2018 w Krakowie) – polski lekarz, więzień niemieckich obozów koncentracyjnych Auschwitz-Birkenau i Mauthausen.

## Życiorys
We wrześniu 1940 roku został wywieziony na roboty przymusowe do Niemiec, skąd zbiegł i powrócił do Zatora. Tutaj zaangażował się w akcję pomocy więźniom oraz osobom który pragnęły się przedostać z terenów III Rzeszy do Generalnego Gubernatorstwa. Za swą działalność został w grudniu 1943 roku aresztowany i osadzony w więzieniu w Mysłowicach. Stamtąd w maju 1944 roku trafił do obozu koncentracyjnego w Auschwitz (nr obozowy 188506), a następnie w lipcu tego samego roku przewieziono go do obozu koncentracyjnego Mauthausen, gdzie przebywał do jego wyzwolenia w maju 1945 roku.
Po wojnie powrócił do Polski, ukończył studia na Wydziale Lekarskim Uniwersytetu Jagiellońskiego i podjął pracę lekarza w Brzeszczach, gdzie kierował przychodnią przy KWK „Brzeszcze”. Po przejściu na emeryturę zamieszkał w Krakowie. Aktywnie współpracował z Państwowym Muzeum Auschwitz-Birkenau, Towarzystwem Opieki nad Oświęcimiem oraz Międzynarodowym Domem Spotkań Młodzieży w Oświęcimiu, wielokrotnie uczestnicząc w spotkaniach z młodzieżą i opowiadając o obozowych przeżyciach. Był również członkiem Towarzystwa Lekarskiego Krakowskiego.

## Odznaczenia
Za swe zasługi oraz pracę z młodzieżą został w 2013 roku uhonorowany niemieckim Federalnym Krzyżem Zasługi na Wstędze.